# Echium webbii
Echium webbii és una espècie de planta herbàcia de la família de les Boraginàcies. Com la majoria de les espècies del gènere Echium, són endèmiques de les illes Canàries. Va ser descrit per primera vegada per Auguste Henri Cornut de Coincy el 1903.
Echium webbii és un endemisme pelegrí, que pertany al grup d'arbusts ramificats amb diverses inflorescències. Es diferencia perquè la corol·la de les flors no es troba comprimida lateralment i és de color blau. Les inflorescències són de forma cilíndrica i les fulles lanceolades, majors de 8cm i amb presència de pèls en ambdues cares. A diferència de E.virescens DC., de l'illa de Tenerife, Echium webbii posseeix cimes laterals senzilles. Es coneix en castellà com a arrebol azul. El nom científic Echium: nom genèric que deriva de l'grec antic echion, que significa escurçó, per la forma triangular de les llavors que recorden vagament al cap d'un escurçó. L'epítet específic webbii fa referència a Philip Barker Webb (1793-1854), viatger i naturalista anglés, que la va recol·lectar a Canàries entre 1828 i 1830 i a qui se li va dedicar el nom de l'espècie. Junts amb Sabino Berthelot va escriure la Historia Natural de las Islas Canarias.